# Кирилівський монастир
Кири́лівський монасти́р — монастир заснований у 1140 в Києві на Кирилівських висотах.

## Генеза

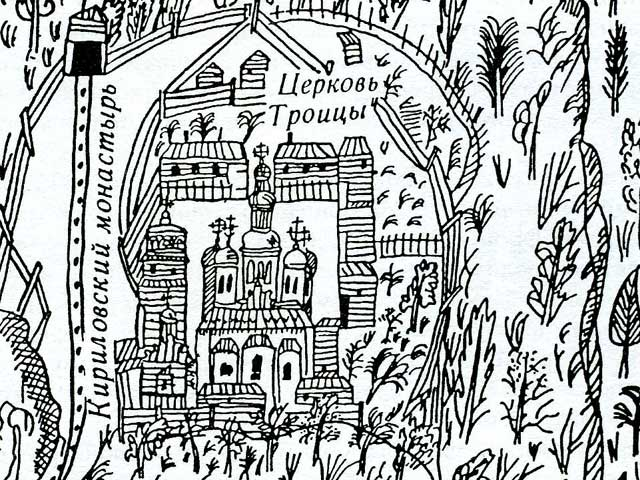
Свято-Троїцький Києво-Кирилівський монастир на плані І. Ушакова. 1695 р.

Кирилівський монастир історично пов'язаний із чернігівською династією давньоруських князів Ольговичів. Тільки князь міг закласти монастир або церкву, у виключних випадках — дружина покійного князя.
У 1139 після смерті київського князя Ярополка, під час міжусобної боротьби, взяв штурмом Київ і зайняв київський стіл чернігівський князь Всеволод Ольгович, і заснував у передмісті Дорогожичах свій родовий Кирилівський монастир, що мав підтримувати династію Ольговичів. Для представників династії Ольговичів храм був заміською резиденцією і родовою усипальнею.
Після смерті у 1150 р. його дружина — Марія Мстиславівна своїм коштом збудувала при монастирі Кирилівську церкву в пам'ять про свого чоловіка. Церква, що відносно добре збереглася до сьогодні, є видатною пам'яткою архітектури доби феодальної роздрібненості Київської Русі.

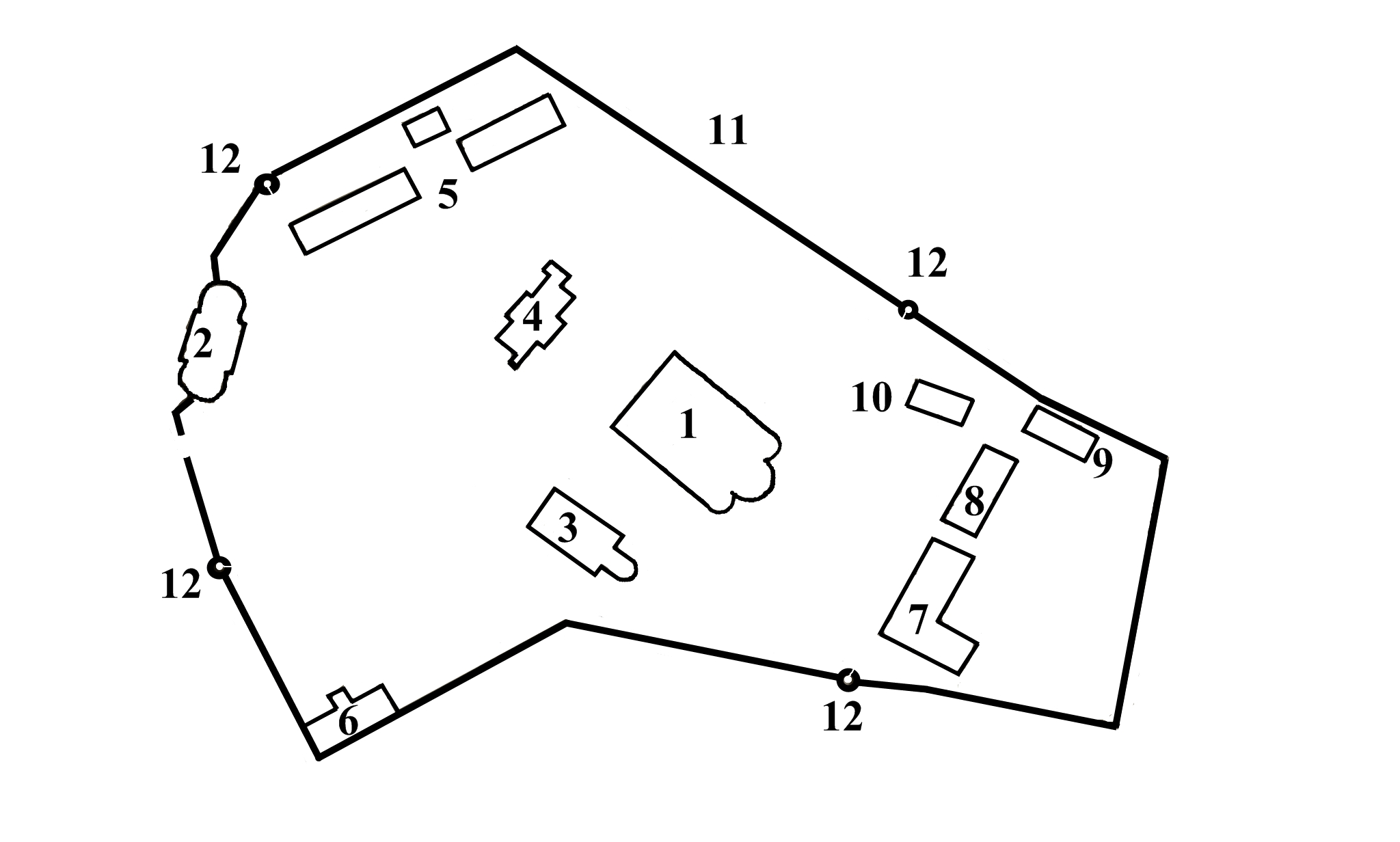
План Кирилівського монастиря 1760-х рр. Реконструкція Т. С. Кілесо: 1 — Свято-Троїцька Кирилівська церква; 2 — Благовіщенська церква-дзвіниця з брамою; 3 — трапезна; 4 — будинок ігумена; 5 — господарський двір;6 — пристінна келія; 7 — братський корпус; 8 — келія;9 — комора; 10 — ризниця; 11 — мури; 12 — башти

## Освячення
Щодо присвячення Кирилівської церкви існують різні версії. Найчастіше висловлюється припущення про прийняття Всеволодом перед смертю чернечого постригу під ім'ям Кирила. Існує думка, що Всеволод ще при народженні був охрещений під іменем Кирила, адже крім київського існував лише один храм з такою ж посвятою — поблизу Новгорода. Втім, нову церкву освятили на честь Святого Кирила Олександрійського, і навколо неї почав формуватись архітектурний ансамбль із нечисленних монастирських споруд: трапезної, братських келій та келії ігумена. Територію монастиря оточили дерев'яними фортечними стінами.

## Рання історія
З XII століття церква стає некрополем князів династії Ольговичів. До представників цієї династії належить герой «Слова о полку Ігоревім» — київський князь Святослав, похований тут у 1194.
У 1240 під час татаро-монгольської навали хана Батия, Кирилівський монастир був пограбований, а його укріплення зруйновані. До початку XVI ст. будь-які відомості про нього відсутні. Лише у 1530 р. було складено межовий акт земельних володінь цього монастиря.

## Боротьба з уніятами
В грудні 1595 р. представники вищого православного духовенства — єпископ луцький Кирило Терлецький і володимиро-волинський Іпатій Потій від імені «всіх русинів» присягнули на вірність папі римському Климентію VIII. Уже в 1595 р. уніати почали захоплювати в Києві православні церкви та монастирі. Монахи Києво-Пучерської лаври під керівництвом архімандрита Никифора Тура за допомогою козаків-запорожців дали рішучу відсіч уніатам. Не без підтримки київського воєводи К. К. Острозького вдалося відстояти й Кирилівський монастир. Усі інші церкви та монастирі Києва опинились в підпорядкуванні уніатів.
У 1605 Костянтин Острозький фундував  відбудову Кирилівського монастиря. У цей же час монастир змінив посвяту, і його архімандрити стали носити титул ігуменів Свято-Троїцьких Києво-Кирилівських, а головний храм отримав ім'я «Святия Живоначальная Трійці».
У скрутний для монастиря час із 1650 до 1625 архімандритом його був Інокентій Гізель, німець за походженням, видатний український церковно-політичний діяч, вчений-історик, професор і ректор Києво-Могилянської колегії, котрого сучасники з повагою називали «нашим Аристотелем». Він був редактором «Києво-Печерського патерика» (1661 р.) і укладачем «Синопсиса» (1674 р.) — першого підручника з вітчизняної історії.

## Покровительство
Щедрим покровителем і донатором Кирилівського монастиря був гетьман Іван Мазепа, який у 1687–1697 рр. виділив значні кошти ігумену Інокентію Монастирському на відбудову монастиря. За часів архімандритства І. Монастирського (1681–1697) завдяки його різнобічній діяльності Кирилівського монастиря із нечисленної обителі перетворився на другий за багатством і значенням в Україні, поступаючись тільки Києво-Печерській лаврі.

## Пожежа й відбудова

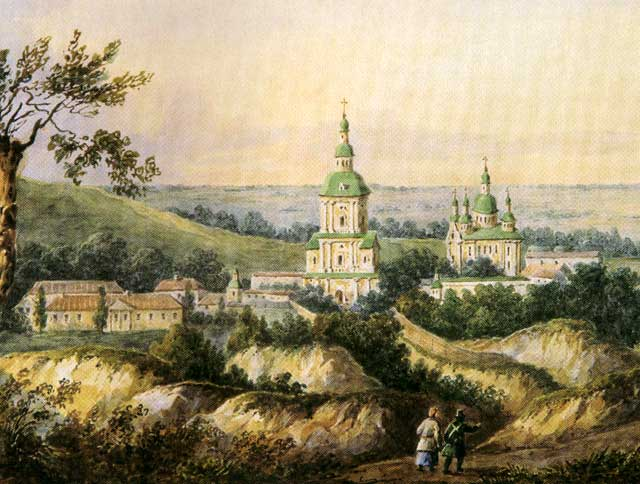
«Кирилівський монастир» (акварель). Ф. Солнцев. 1943 р.

У 1734 році Троїцькому Кирилівському монастирі трапилася велика пожежа, під час якої згоріла не лишу церква, але й дерев'яні братські келії і трапезна. Відбудовчі роботи здійснювалися в 1748–1760 під керівництвом відомого українського зодчого І. Г. Григоровича-Барського. За його задумом територію монастиря обнесено мурованими стінами з чотирма наріжними баштами, зведено муровані братські келії, корпус архімандрита і трапезну. В систему увійшла й споруджена І. Г. Григоровичем-Барським надбрамна триярусна Благовіщенська церква-дзвіниця, яка стала висотним композиційним акцентом і завершила формування унікального ансамблю — перлини українського бароко. Після його реконструкції характерних рис українського бароко набула й старовинна Кирилівська церква, в інтер'єрі якої тоді було встановлено новий чотириярусний іконостас, а стіни розписано художниками Києво-Печерської іконописної майстерні під керівництвом Алімпія Галика.
У такому вигляді перебував Троїцький Кирилівський монастир у кінці літа 1784 року, коли Київ на шляху до підкореного Криму відвідала імператриця Катерина II. Вона побувала і у Кирилівському монастирі, він їй не сподобався. Живопис Троїцько Кирилівської церкви монаршим окриком було наказано забілити вапном, а сам монастир «упраздніть» і розмістити в його спорудах Кирилівську богадільню для душевнохворих. Це означало загибель одного з найкращих у Києві барокових архітектурних ансамблів. Таким був перший етап руйнації монастиря.

## Фрески

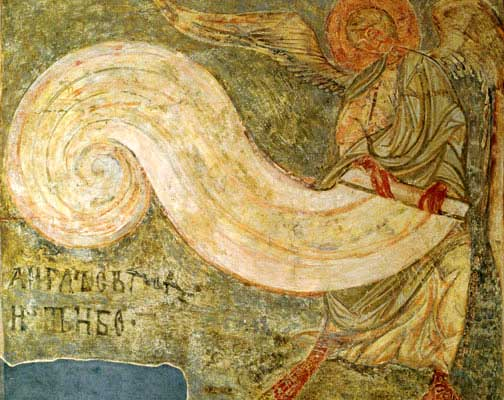
«Янгол, який звиває небо». Фреска XII ст.

Йшли роки. І ось у 1860 р. священник П. Орловський відкрив у храмі фрески ХІІ ст. Для розчищення фрески промивали концентрованим лужним розчином, що сильно пошкоджувало і змінювало колір зображення, змиваючи шар фарби. Таку технологію запропонував архітектор О. В. Беретті, після цього його усунули від роботи з великим скандалом.
У 1881–1884 фрески записали олійними фарбами, що теж не сприяло їх збереженню. Надалі роботи з розчищення фресок з успіхом продовжувались під керівництвом відомого професора А. В Прахова. З усієї Росії почали надходити кошти для проведення робіт. Особливо посилилась увага меценатів до Кирилівської церкви, коли імператор Олександр II взяв на себе роль координатора цих робіт.
На жаль, щоб розчистити фрески XII ст., зняли й темперний малярство, створений під керівництвом видатного українського маляра середини XVII ст. Алімпія Галика. Тоді розібрали й бароковий різьблений із липи позолочений іконостас з іконами того самого художника і з рідкісної краси різьбленими царськими вратами. Цей іконостас і всі ікони передали в 1892 році до церкви в с. Бортничі, де він загинув у 1930-х рр.
У місцях, де первісного живопису вже практично не існувало, композиції були написані заново. Вибираючи сюжети для нового оздоблення А. В. Прахов керувався традиційною програмою іконопису інтер'єрів давньоруських храмів. Виконували новий стінопис учні й викладачі знаної в Україні київської рисувальної школи М. І. Мурашка. У куполі художник І. Ф. Селезньов заново написав Христа Вседержителя з небесною охороною янголів. На західній стіні центрального нефа було розміщено дві композиції з життя Богородиці, які виконав М. І. Клеманов. В апсиді на хорах постать Богоматері намалював тоді ще учень, згодом класик українського живопису І. С. Їжакевич
На кілька щаблів вище за всі разом узяті роботи Київської рисувальної школи М. І. Мурашка стоять композиції, виконані тоді ще молодим художником М. О. Врубелем, якого запросив (за рекомендацією викладача Петербурзької Академії мистецтв П. Чистякова) професор А. В. Прахов.

## Кирилівський монастир як заповідник

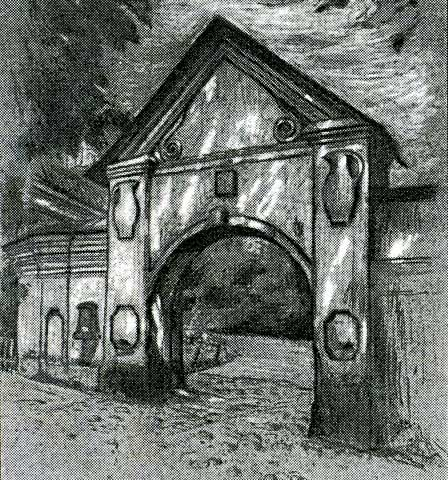
Вхід на територію Кирилівського монастиря. 1760 р. Малюнок (пастель) 1931 р.

За радянських часів, у 1929 році Кирилівську церкву зробили історико-культурним заповідником, проте у 1930 на заповідній території зруйнували унікальну триярусну надбрамну Благовіщенську церкву-дзвіницю келії, і розібрали муровану огорожу з наріжними баштами (з 4-х випадково збереглася лише одна). Таким був другий етап руйнації Кирилівського монастиря. Зроблено все це було з метою реконструкції міста.
Після Другої світової війни ставлення до мистецької спадщини дещо змінилось. Проте у Кирилівської церкви з'явились нові біди. Далися взнаки печерні ходи, що були під нею. Церква почала просідати, в її стінах утворились тріщини, відшарувався тиньк. На щастя тоді вжили термінових інженерно-реставраційних заходів, і пам'ятку з її унікальним малярством вдалося врятувати.
Ці роботи здійснено під керівництвом архітектора М. В. Холостенка і художника-реставратора Л. П. Калиниченка. Перед проведенням робіт М. В. Холостенко зробив детальні обміри Кирилівської церкви. Від території психіатричної лікарні церкву відгородили залізобетонним парканом, що є там і досі й зовсім не прикрашає це місце.
З 1965 р. Кирилівська церква входить до складу Державного архітектурно-історичного заповідника «Софія Київська», що забезпечує її охорону і можливість експозиції унікальних фресок XII ст. Інколи тут влаштовуються концерти духовної музики професійних колективів. З 1993 року церква також є діючим храмом Української Православної Церкви. 14 червня 2011 року парафію було перетворено на Свято-Кирилівський чоловічий монастир.

## Троїцька Кирилівська церква

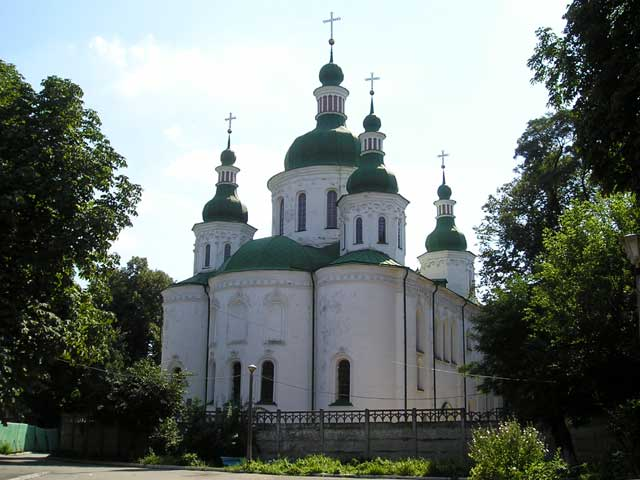
Кирилівська церква. Сучасний вигляд церкви-музею

Кирилівська церква — одна з перлин в скарбниці давньоруського мистецтва. Архітектура храмів Київської Русі — це цілий світ об'ємно- просторових композицій на основі використання хрестово-купольної системи і напрочуд міцних і логічних художньо осмислених конструкцій.
Це тринефний, шестистовпний хрестово-купольний храм із одним куполом, його розміри становлять:
довжина — 20 м,
ширина — 15 м,
довжина — 20 м.
Зі сходу торцеву сторону храму формують три півциркульні апсиди.
Під час будівництва мурованих храмів давньоруські майстри користувалися певними пропорційними закономірностями, що давало можливість зводити не лише гарні, але й міцні споруди.
Особливістю плану Кирилівської церкви є те, що ширина відгалуження просторового хреста не дорівнює ширині центрального нефа, через що фактичний підкупольний простір утворює не квадрат, а прямокутник, тобто проєкцією купола є не коло, а еліпс. Товщина північної стіни церкви становить 1,96–1,98 м, а південної, західної та східної стін — 1,72–1,76. Різниця більш як у 20 см викликана тим, що в товщі північної стіни з двома вузьким віконницями-прорізами знаходяться круті сходи завширшки 76–79 см, що ведуть з нартексу на хори. Неодмінною складовою частиною інтер'єру храму є хори. Князь і його почет слухали службу Божу, стоячи на хорах. Це звеличувало постать князя, у буквальному розумінні підносило його над паствою.

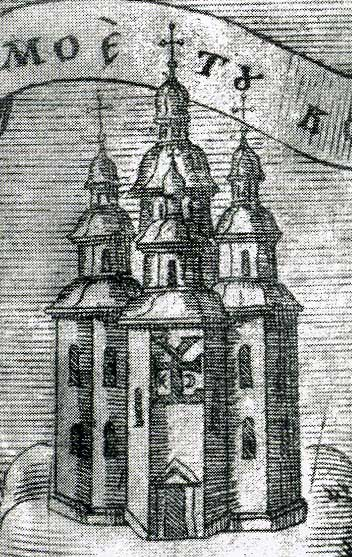
Схематичне зображення Кирилівської церкви на гравюрі І. Мігури. 1705–1706

Є в Кирилівській церкві приміщення, призначення якого встановити не вдалось. Це ще не розгадана історико-архітектурна загадка. У товщі південної стіни біля вівтаря на триметровій висоті розташоване невелике приміщення, з якого виходить проріз в інтер'єр храму. Вважається, що після постригу тут деякий час перебували монахи, але статут монастирів подібних ритуалів не передбачав.
У західній частині храму знаходиться нартекс (притвор), в південній частині якого є погребальні ніші — аркансолії, куди ставили біломармурові саркофаги-гробниці князів — представників чернігівської династії Ольговичів. Існують свідчення про те, що саркофаги були на своїх місцях ще в XVII ст.
Архітектура Кирилівської церкви вражає монументальністю і лаконізмом об'ємів, тут практично відсутні дрібні декоративні елементи. Взагалі давньоруський храм являв собою напрочуд узгоджений синтез мистецтв, де в єдності виступали довершені архітектурні форми, дивної краси хорові співи, монументальний живопис, витвори декоративно-прикладного мистецтва, що виконувались за єдиним композиційним задумом. Усе це в поєднанні з багатим, шитим золотом і сріблом облаченням створювало неземну атмосферу церковного таїнства.
Саме І. Г. Григорович-Барський одягнув церкву в розкішні барокові шати, і тепер тільки під бароковим декором можна побачити первісні давньоруські форми цієї споруди. Елегантний рослинний орнамент щедро прикрашає весь фронтон.

## Благовіщенська надбрамна церква-дзвіниця

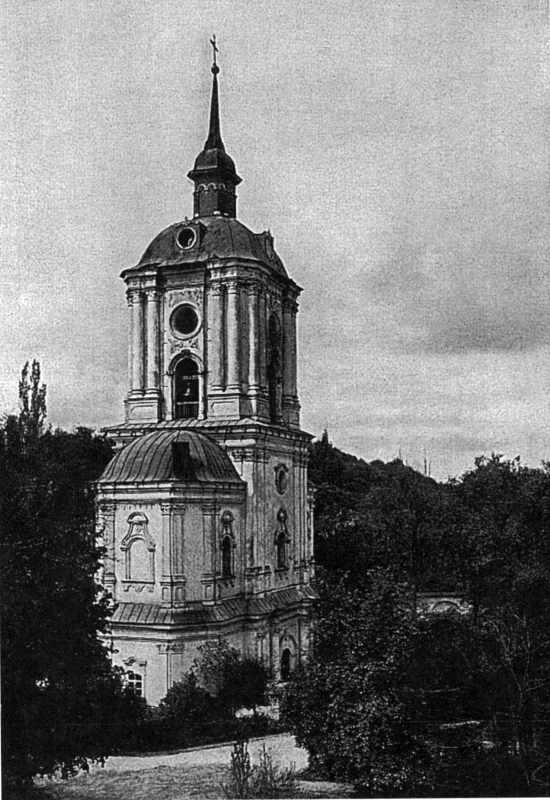
Вид на дзвіницю з церквою Благовіщення та брамою

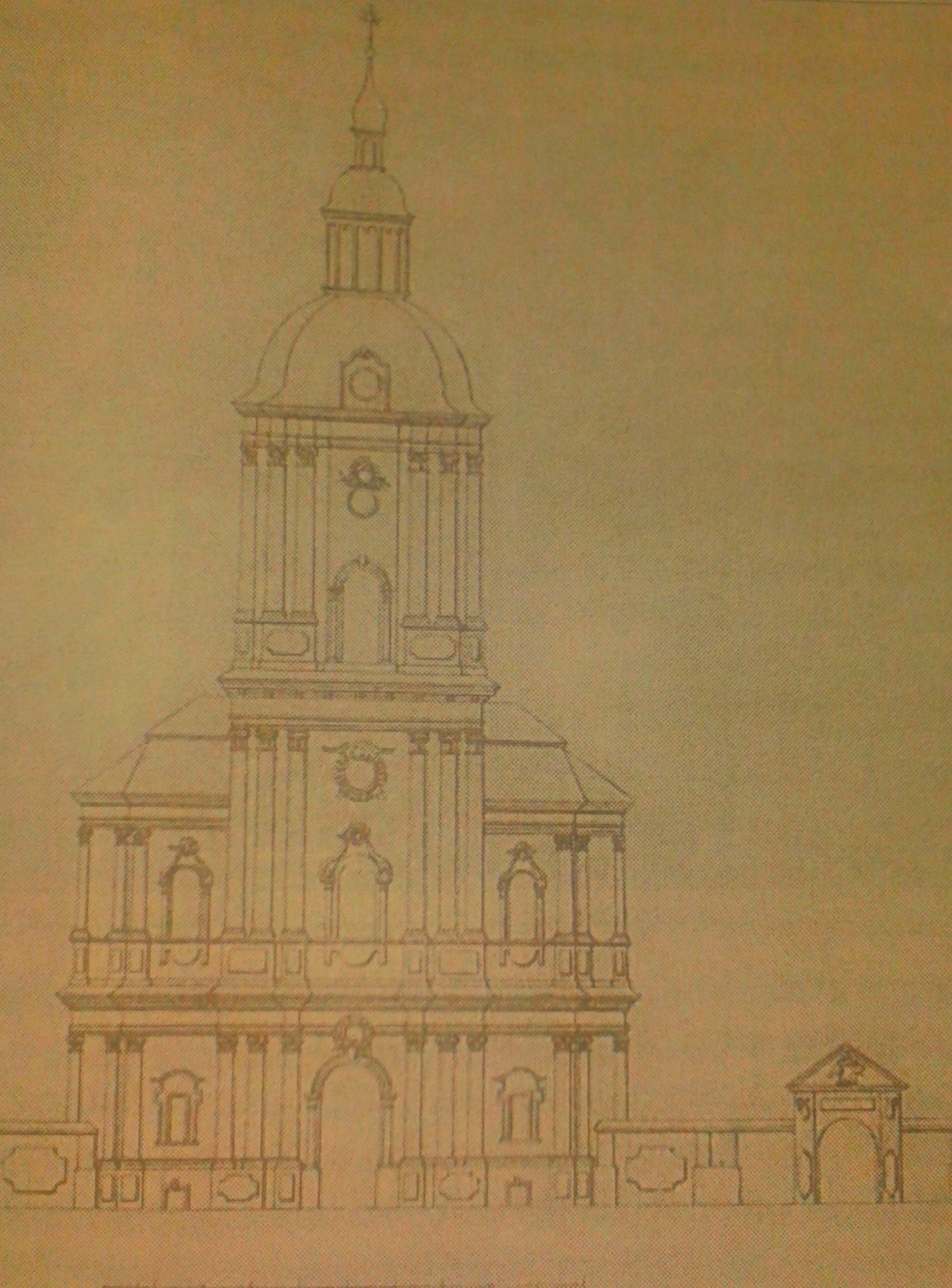
Реконструкція фасаду Благовіщенської церкви-дзвіниці

Побудована в 1748–1760 рр. в Кирилівському монастирі надбрамна Благовіщенська церква-дзвіниця являла собою новий за планувальною та об'ємно-просторовою композицією тип споруди — уперше до приміщення надбрамної церкви вели парадні відкриті сходи. Саме тому Благовіщенська церква-дзвіниця в кирилівському монастирі стала нашою архітектурною класикою.
На той час І. Г. Григорович-Барський був добре відомим у Києві зодчим і мав значний творчий доробок, тому побудована ним на замовлення ігумена монастиря Феофана Жолтовського Благовіщенська церква-дзвіниця є унікальною спорудою. За об'ємно-просторовим вирішенням — це поєднання брами в рівні першого ярусу із церквою в другому ярусі та дзвіницею в третьому.
У першому ярусі ліворуч знаходились вхід і сходи на другий ярус, а праворуч — капличка. На другому ярусі розміщувалась Благовіщенська церква. Її вівтар був орієнтований не точно на схід через топографічні особливості ділянки, на якій зодчому треба було звести надбрамну церкву-дзвіницю. На третьому ярусі розташовувалась власне дзвіниця з арковим прорізами, де на дубових брусах висіли дзвони.
Два нижніх яруси церкви-дзвіниці являли собою і в плані, і в об'ємах тридільну українську церкву з гранчастими формами. Прекрасні великого виносу розвинені у висоту багатопрофільні барокові карнизи, пілястри з великими коринфськими капітелями, обрамлення аркових і круглих вікон, декоративні ніші й ліпні прикраси — усе це створювало рідкісної краси споруду, що своїми обрисами формувала художнє обличчя всієї Куренівки.
Після ліквідації в 1784 р. Свято-Троїцького Києво-Кирилівського монастиря надбрамна церква Благовіщенська церква-дзвіниця існувала тривалий час без будь-яких змін.
У 1849 р. пожежа дещо пошкодила цей шедевр доби українського бароко, і під час відбудови дах над церквою відновили вже в традиціях класицизму — у формі, близькій до півсферичної.

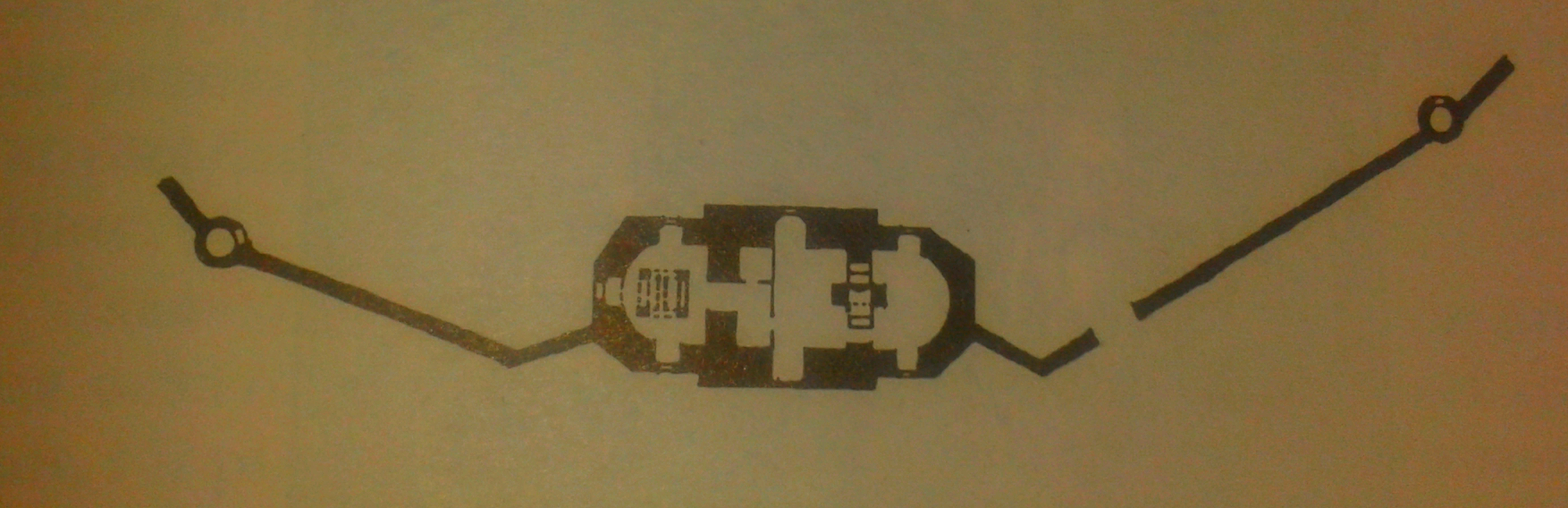
План Благовіщенської церкви-дзвіниці на кресленні Й. Шарлеманя-Боде

За радянських часів у церкві планувалося зробити музей, присвячений творчості геніального українського будівничого Івана Григоровича-Барського. Проте музей не був створений, і в 1937 р. дзвіницю розібрали на цеглу. Так загинула чи не найкраща споруда Києва середини XVIII ст., створена одним із найбільших талановитих зодчих нашої землі.
Благовіщенська надбрамна церква-дзвіниця входила до системи мурів, які звів навколо Троїцького Кирилівського монастиря І. Григорович-Барський. Композиційним акцентом мурованої огорожі була брама, яку тоді ще молодий архітектор прикрасив ліпленими молочними горщиками з обох боків в'їзної арки, а також тими самими деталями, що й церкву-дзвіницю. На жаль, мури і в'їзну браму зруйновано разом із церквою-дзвіницею. Залишилося лише 15 м стіни й одна кругла башта з купольним покриттям по дерев'яних кружалах.

## Повоєнна реконструкція
У повоєнний час у храмі провадилися великі протиаварійні роботи по зміцненню стін і фундаментів, що деформувалися через руйнування древніх підземних ходів, зумовлені тим, що у 1953–1956 рр. стіни Кирилівської церкви в північно-східній частині несподівано почали просідати, на них з'явились тріщини і створилась явна загроза відшарування тиньку з фресками. За допомогою геологічних шурфів під храмом виявили великі порожнини. У них закачали близько 300 м³ високоміцного цементного розчину, і під фундаментами Кирилівської церкви з'явилась нова міцна опора, завдяки якій осідання припинилось. Паралельно проводились професійні обміри і ґрунтовні історико-архітектурні дослідження церкви, здійснені архітектором — реставратором М. В. Холостенком.

## Фрески XII ст
Стінопис Кирилівської церкви це цілий світобразів, що мовою високого мистецтва розкривають перед нами систему релігійних і суспільних поглядів, а також саму суть християнського віровчення. Фрескові композиції храму займають площу близько 750 м², і такої великої площі фресок ХІІст., виконаних за єдиним композиційним задумом, практично не існує в усьому східно-слов'янському світі. Усі підписи під композиціями у Кирилівській церкві зроблено слов'янською мовою, це свідчить про те, що геніальні художники, які виконували розпис, були нашими пращурами.
В усіх відомих нам давньоруських соборах Києва (і не лише Києва) головним акцентом композиції в інтер'єрі є зображення в центральній апсиді «Оранти»-Богородиці, яка молиться з піднятими руками, при цьому долоні її звернуті у бік пастви. У Кирилівській церкві в центральніф апсиді на світлому вохристо-жовтуватому тлі теж розміщено традиційну «Оранту», а під нею — канонічну сцену причастя апостолів — «Євхаристію», а також святителів у круглих медальйонах із петлями, що імітують підвішені на стіні ікони і являють собою новий композиційний елемент, який уперше на наших землях з'являється у цьому храмі. Подібний прийом зустрічається на Балканах.
Життя Кирила розкривається у південній апсиді церкви у хронологічній послідовності, проте певні іконографічні риси єпископа потребують пояснення. Майже в усіх композиціях Кирило зображений у шапочці. Чому ж навіть у приміщенні Кирило не знімає її? Справа в тому, що єпископ олександрійський обіймав посаду самого папи римського на Ефеському соборі і тому отримав лор (білу папську шапочку) від папи римського Целестіна. Коли ж християнство розділилось на дві гілки — західний і східний обряди, то зображувати Кирила в папському лорі було начебто незручно на стінах православного храму. Тому шапочка змінила свою форму, але як символ титулу, який мав Кирило Олександрійський, на всіх зображеннях назавжди залишилась на ньому. У цій апсиді представлені сцени з життя Кирила і Мефодія, святі македоняни й солуяни, що вказує на зв'язок мистецтва Русі і південнослов'янських країн. Тут зображено святого Костянтина (а має бути Кирило, тобто той святий, якому присвячено храм), Климента Болгарського,Іоанна Македонянина, Йосипи Солунського.
Крім зображень балканських святителів велике місце в центральній частині церкви відводиться візантійським та руським «святим воїнам»: на лівому стовпі — Георгій Переможець, на правому — Олександр і невідомий воїн, на південних боках стовпів — Дмитро Солунський, Федір Стратилат, Борис і Гліб. Як вважають декі дослідники, постать самого Всеволода в повному бойовому сорядженні «святого воїна» зображена на південно-західному пілоні. Саме в цьому воїні вони схильні бачити портретні риси хитрого і жорстокого князя, на спомин про якого його дружина Марія Мстиславівна побудувала Кирилівську церкву.
У нартексі на стінах і склепіннях розкрита тема страшного суду. Монументальну композицію «Страшний суд» доповнюють пов'язані з ним сцени апокаліпсиса. Іконографія «Страшного суду» досить повно розроблена у Візантії ще в доіконоборський період — до VIII ст. На Русі цей сюжет вперше з'явився саме в Кирилівській церкві, поклавши початок широкому розповсюдженню теми.
Однією з найкращих фресок XII ст. не лише Кирилівської церкви, але й, можливо, усього монументального стінопису доби Русі є композиція «Янгол, який звиває небо», що розміщена на південному пілоні нартексу. Написано зображення у світлих тонах: ніжно-блакитний і напівпрозорий сувій, майже білий одяг і сріблясті крила янгола, лише для обличчя, рук та стоп використано темно-коричневу фарбу. А як вправно, зі знанням анатомічних особливостей намальовано руки і ноги, що трохи просвічуються кризь хітон!
Фресковий живопис Кирилівської церкви — одне з найповніших і художньо довершених зібрань XII ст., що дійшли до наших днів.

## Стінопис XVII–XVII ст

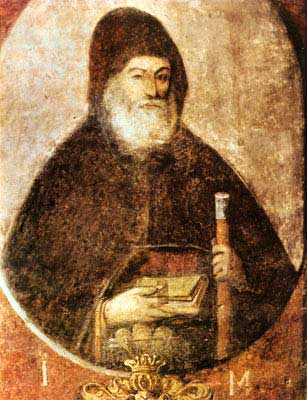
Портрет Інокентія Монастирського. ХVІІ ст.

Кінцем XVII ст. датують портрет монаха на пілястрі південної стіни. Він зображений у тричетвертному повороті, з посохом у лівій руці й молитовником у правій. Унизу композиція завершена великим і дуже ефектним гербом, оточеним ініціалами І. М. ИТКК, що означає Інокентій Монастирський — ігумен Троїцький Києво-Кирилівський.
На щастя, до наших днів збереглися в нартексі біля входу невеликі фрагменти живопису, виконаного, ймовірно, Алімпієм Галиком. Це трохи наївні, але дуже виразні сцени «Страшного суду» на насичено червоному тлі, яке об'єднує композиції «Вогонь невгасаючий», «Скрегіт зубовний», «Хробак невсипущий», та «Пекло кромішнє». У зображенні пекла дуже виразними є постаті оголеного добре вгодованого грішника та верткого чорного чорта, який влаштовує тому всілякі прикрощі та муки.

## Монументальні композиції М.О.Врубеля

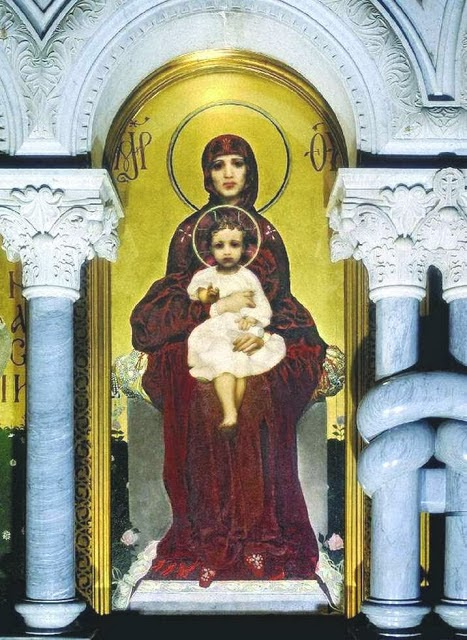
Фрагмент мармурового іконостасу. «Богоматір» М. О. Врубель

З фресками XII ст. в Кирилівській церкві за їх художньою цінністю можна порівняти лише роботи М. О. Врубеля. Тут присутній могутній талант і глибоке розуміння монументального мистецтва і традицій давньоруської культури.
Першою роботою митця в Києві стало відновлення пошкодженої недолугими реставраторами композиції «Благовіщення» на північному й південному стовпах тріумфальної арки. Під час промивання композиції з неї зійшов увесь шар фарби, залишились лише обриси зображень — граф'я, яку видавили по вологому тиньку ще давньоруські майстри. Не виходячи за межі первісних зображень М. О. Врубель заново написав постать архангела Гавриїла і Діви Марії. Художник чудово впорався зі складним завданням: спираючись на вивчення софійських та кирилівських фресок, він розробив усі деталі облич, рук, одягу у візантійському стилі. Це був своєрідний іспит для молодого митця.

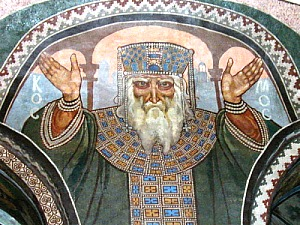
«Космос» (олія). М. О. Врубель. ХІХ ст.

Справжньою подією в мистецькому житті Києва стало створення багатофігурної композиції «Зішестя Святого Духа» на коробовому склепінні хорів, де не було старовинних розписів, бо це склепіння зробили в XVII ст. Такі обставини розв'язали руки художнику, адже ніщо крім вибраної теми не обмежувало його уяву.
Композицію розгорнуто по горизоталі. В її центрі розміщено тендітну фігуру Богоматері, а по обидва боки від неї — дванадцять постатей апостолів Саме в цій композиції прочитується могутній талант М. О. Врубеля як митця світового рівня. Пензлем художника керувало саме Натхнення, адже робота сповнена колосальної внутрішньої енергетики, що відчувається й у загальному задумі, й у колориті, який немовби випромінює світло, й у вирішенні кожної з деталей. В образах апостолів різного віку і вдачі відчувається внутрішнє напруження, адже саме в цей момент на них сходить Святий Дух… Божу благодать вони сприймають по-різному, і ми бачимо їхні натхненні обличчя. Могутні постаті є майже скульптурними, й особливо виразні, наче виліплені руки. Усі апостоли у білому вбранні, що ніби світиться кольорами перламутру. Тільки великий художник міг зобразити стільки відтінків білого кольору. На відміну від апостолів Богородиця зображена у синьому хітоні, її голову і плечі вкриває блідо-бузкове покривало. Здається, що німби над головами вкриті сухозліткою, так вони сяють. Тільки при уважнішому розгляданні тут можна побачити жовту фарбу різних відтінків. М. О. Врубель був неперевершеним колористом. Різноманітні пози апостолів, вирази їх облич і рухи рук за задумом художника відтворюють стан релігійного екстазу, коли вони набули здатності розуміти багато мов і розмовляти ними. Деякі дослідники стверджують, що художник малював їх із хворих які гуляли вдень у дворі Кирилівської психіатричної лікарні. Відомо, що в обличчях персонажів композиції «Зішестя Святого Духа» є портретна схожість із людьми, що оточували художника під час його перебуванняв Києві. Наприклад, у образі Богородиці сучасники пізнавали фельдшерку М. Єршову, близького друга родини Прахових, яка тривалий час мешкала з ними.
Усі, хто відвідує храм не можуть не звернути увагу на панно «Надгробний плач». Цей монументальний твір написано не на стіні, а на підрамнику, що відповідає обрисам аркасолія південної стіни нартексу. Для цієї композиції митець виконав чотири попередні ескізи, вибравши, на свій погляд, найкращий. Але у 1930-х рр., коли за храмом не було належного догляду, волога почала проникати у стіни. Ті фрески, що були реставровані олійною фарбою не постраждали. А від написаного на стіні без ґрунтовки «Надгробного плачу» стали відпадати маленькі шматочки живопису. Тоді вирішили випиляти старим італійським способом тиньк і перенести живопис М. О. Врубеля на тривкіший матеріал.
Композиція твору лаконічна і сувора: три янголи злетіли до труни Ісуса Христа, що розміщена горизонтально до глядача. У цій композиції органічно поєднано і мистецькі традиції Русі, і сучасне нам бачення форм. Саме на горизонтальних пропорціях будуть побудовані майже всі ескізи М. О. Врубеля для розпису інтер'єрів київського Володимирського собору, але їх не прийме церква.
Наступним етапом роботи художника в Кирилівській церкві стало створення ікон для нового мармурового іконостаса запроєктованого А. В. Праховим за традиціями Київської Русі у формі низької передвівтарної огорожі лише з одним рядом ікон, який не повинен перекривати основні зображення в центральному вівтарі.
З початку листопада 1884 р. до травня 1885 р. М. О. Врубель перебував у творчій подорожі у Венеції, де вивчав твори засновника венеціанської школи малярства Дж. Белліні. Саме там, в Італії, художник створив на цинкових дошках чотири ікони для іконостасу Кирилівської церкви: «Богоматір», «Христос», «Кирило» та «Афанасій». Кожна з ікон варта спеціального мистецтвознавчого аналізу. Але найголовнішим є те, що в них митець досяг узагальнення форми і в той же час «проробив» кожну, здавалось би, другорядну деталь.
На першому місці серед цих ікон стоїть зображення Богоматері — один з найкращих жіночих образів у світовому мистецтві. В її великих, широкопоставлених очах читається безмірна туга. Вона притискає до себе безтурботну дитину — Христа, який ще не усвідомлює свого покликання. Контраст почуттів матері та сина і є головним у створенні цієї ікони. Прообразом Богородиці стала дружина професора А. В. Прахова — Емілія Львівна, до якої юний Михайло Врубель відчував велику симпатію
Робота в Києві стала вирішальною для творчого життя М. О. Врубеля — саме тут він тут він усвідомив себе як художник, саме тут розкрився як непересічна особистість.

## Реставрація стінопису та ікон у XX ст
Проблема виникла з іконою «Богоматір»: гладенька поверхня цинку не тримала на собі шар олійних фарб — вони почали відділятися від поверхні й руйнуватися. Реставратори повернули найкращий твір М. О. Врубеля до подальшого життя, наклеївши живопис на нову, тепер уже не на ідеально рівну поверхню. Ще в 1930-х рр. Почала осипатись композиція «Надгробний плач» — шар олійного малярства перенесли на подвійне полотно, і зараз творові нічого не загрожує. Ці роботи здійснено Московською художньо-реставраційною майстернею під керівництвом академіка І. Е. Грабаря.
Після осідання фундаменту церкви тиньк з фресками почав відшаровуватись від стін та склепінь. Тоді в інтер'єрі церкви були встановлені риштування і спеціально виготовленими щитами притиснули тиньк до стін та склепіння. Потім розробили нову для світової практики методику розчищення фресок і, найголовніше, кріплення тиньку до поверхонь. За цією технологією шар тиньку кріпиться до мурованих стін за допомогою дубових і металевих нагелів, які виготовляються за індивідуальним замовленням, а проміжок між поверхнею і шаром тиньку заповнюють за допомогою ін'єкцій укріплюючим розчином. За новою методикою розчищення стародавніх фресок від нашарувань олійних фарб передбачає застосування «компресів» із органічних розчинників, а не лугів і кислот, як раніше. Цю технологію запропонували засновник української школи реставраційного живопису Л. П. Калениченко і хімік-технолог О. Ф. Плющ.

## Графіті
Стародавні написи і малюнки — графіті — зустрічаються на стінах усіх древніх споруд. Відкриття графіті часів Русі належить видатному вченому-історику, знавцю давньоруської палеографії С. О. Висоцькому, який виявив їх у Софійському соборі, згодом їх знайшли і у Кирилівській церкві. Виявлення і вивчення графіті відкрило цілий невідомий досі світ життя наших далеких пращурів.
Залежно від змісту вони поділяються на кілька тематичних груп: написи пам'ятні та поминальні, написи з побажаннями, написи з фіксацією найважливіших подій та явищ природи. Окрему групу становлять малюнки.
У Кирилівській церкві — в нижній її частині — збереглося відносно небагато первісного тиньку, де б можна було чекати знахідок графіті. Попри те, тут є три стародавні написи, палеографічне датування яких сягає XII ст., і знайдено їх в апсиді південного нефа. Перший з них читається так: «Господи, допомозі рабу своєму Мартину Семюновичу». Напис зроблено чітко, вправною рукою, його літери ретельно виписано. Поблизу знаходиться ще один: «Господи, помозі рабу своєму Федору, амінь, дякові». Очевидно, що автор його — Федір — був дияконом у Кирилівській церкві.
Виникає запитання: «Невже в давнину дозволялось видряпувати написи на стінах храмів?» Виявляється, що князь Володимир Свято
славич видав церковний устав, що суворо застерігав від псування стін храмів різноманітними написами і малюнками. Цей злочин вважався не менш жахливим, ніж осквернення могил і знищення на них хрестів. «Різання» стін каралось штрафом і ударами палиць, але прагнення людини «залишити свій слід в історії» було сильнішим за всілякі заборони.
Тенденція до видряпування написів виявилась надзвичайно живучою, про що свідчать стіни давньоруських споруд, укриті численними написами і малюнками, крім написів, зроблених простими людьми, існують і такі, що належать князю, княгині, боярам. Коло авторів графіті свідчить про значне поширення писемності у давній Русі.